# Richard Gottheil
Richard James Horatio Gottheil (Mánchester, 1862-Nueva York, 1936) fue un semitólogo y orientalista estadounidense de origen británico.

## Biografía
Nació el 13 de octubre de 1862 en la ciudad inglesa de Mánchester, hijo del rabino Gustav Gottheil y de Rosalia Wallman. Estudió en el Chorlton High School de Mánchester y en la Columbia Grammar School de Nueva York. Prosiguió sus estudios en Columbia College y en las universidades de Berlín y Tubinga. Contrajo matrimonio en 1891 con Emma Rosenzweig. Profesor de Lenguas Semíticas en la Universidad de Columbia, fue presidente de la Federación Americana de Sionistas (1898-1904), además de miembro de la Deutschen Morgenländischen Gesellschaft, de la Société des Etudes Juives de País, de la Jewish Historical Society of England y del Consejo de la American Oriental Society.
Fue autor de The Syriac Grammar of Mar Elia of Zobha (1887) y uno de los editores de la Jewish Encyclopedia desde 1901, además de colaborador de Johnson's Encyclopedia (2ª edición) y de publicaciones periódicas como Zeitschrift der Deutschen Morgenländischen Gesellschaft, Journal of the American Oriental Society, Zeitschrift für Assyriologie, Journal of the Society of Biblical Society, Publications of the American Jewish Historical Society, Century Magazine y North American Review. Falleció el 22 de mayo de 1936 en la ciudad de Nueva York.